# Ochotniczy Pułk Piechoty Krasnyje Orły
Ochotniczy Pułk Piechoty Krasnyje Orły – pułk piechoty radzieckiej okresu wojny domowej w Rosji.
W drużynie karabinów maszynowych tegoż pułku walczył Filip Golikow, późniejszy dowódca sowieckiej 6 Armii (Wołoczyskiej Grupy Armii), która w czasie agresji na Polskę w 1939 zajęła Lwów i Tarnopol.

## Literatura
- Janusz Piekałkiewicz, Polski wrzesień, Wyd. Magnum, Warszawa 2004.